# Higher (musikalbum av ReinXeed)
Higher är det svenska power metal-bandet ReinXeeds (sedermera Majestica) andra studioalbum. Det släpptes i maj 2009 på Rivel Records. Skivan gavs även ut i Japan i september samma år på skivbolaget Nexus.
Skivan producerades av bandets sångare och gitarrist Tommy Johansson. Skivomslaget designades av Markus Sigfridsson. Inför detta album hade bandet utökats med en officiell keyboardist, samt en fast trummis.

## Låtlista
1. "Haunted Mansion" – 5:13
2. "Star Shine" – 4:24
3. "Magic Still Remains" – 3:31
4. "Dragonfly" – 4:58
5. "Higher" – 5:42
6. "Always Be There" – 4:02
7. "Reality" – 5:07
8. "Light of the World" – 4:32
9. "Fantasia" – 4:19
10. "Heaven" – 9:02

Bonusspår på japanska utgåvan
1. "Dreams" – 3:54

## Medverkande
Musiker
- Tommy Johansson – sång, gitarr, keyboard
- Mattias Johansson – gitarr, bakgrundssång
- Christer Viklund – basgitarr
- Kerry Lundberg – gitarr, bakgrundssång
- Erik Forsgren – trummor

Bidragande musiker
- Stefan Berg – gitarrsolo

Produktion
- Tommy Johansson – producent, mixning
- Olov Andersson – mastering
- Markus Sigfridsson – omslagskonst